# Veyle
Veyle – rzeka we Francji, przepływająca przez teren departamentu Ain, o długości 66,9 km. Stanowi dopływ rzeki Rodan.